# Sportverein
Ein Sportverein, eine Sportvereinigung oder Sportgemeinschaft, ein Sportklub oder Sportclub ist ein Verein, dessen Ziel es ist, am Sport begeisterten Menschen Zugang zu Flächen (z. B. Fußballfelder oder Sport- oder Turnhallen), Sportgeräten (z. B. Barren und Reck im Turnen) und Gleichgesinnten zu ermöglichen. Sportvereine sind entsprechend den angebotenen Sportarten in Sportverbänden organisiert. Diese bieten den Vereinen die Teilnahmen an organisierten Wettbewerben in Form von Turnieren oder Ligabetrieb.
In Deutschland gibt es rund 86.400 Sportvereine mit einer Gesamtzahl von 24,2 Millionen Mitgliedern (Stand 2023). Der Anteil der Kinder und Jugendlichen in Deutschland, die Mitglied in einem Sportverein sind, lag Anfang 2023 bei 50 Prozent.

## Entstehung der Sportvereine
Die ältesten Sport treibenden Vereine in Deutschland sind die Schützenvereine. Die Entstehung von Sportvereinen ist mit der sich Anfang des 19. Jahrhunderts verbreitenden Vereinsbildung, speziell von patriotisch ausgerichteten Turn- und Leibesübungsvereinen verbunden. Im napoleonisch besetzten Deutschland versammelten sich unter der geistigen Vaterschaft Friedrich Ludwig Jahns national ausgerichtete junge Männer zu Übungen in „Turnvereinen“, die nach außen geselligen, nach innen einen subversiv-paramilitärischen Charakter trugen.
In Arbeiterturn- und Sportvereinen organisierten sich seit Ende des 19. Jahrhunderts Sportler, die aus der Arbeiterbewegung stammten und denen die in der Deutschen Turnerschaft zusammengeschlossenen bürgerlichen Sportvereine im Kaiserreich zu nationalistisch ausgerichtet waren. 
Der älteste (noch existierende) Turnverein Deutschlands ist nach Angaben des Deutschen Turner-Bundes (DTB) der Turn- und Sportverein TSV 1814 Friedland aus Mecklenburg.

### Sportvereine in der DDR
Im DDR-Sport erfüllten Betriebssportgemeinschaften (BSG) und Hochschulsportgemeinschaften (HSG) die Funktion von Sportvereinen im Breitensportbereich. Für die einzelnen Sportarten untergliederten sich die Sportgemeinschaften in Sektionen. Die jeweiligen Trägerbetriebe waren für die Finanzierung ihrer Sportgemeinschaften zuständig. Die Mitgliedschaft in einer Betriebssportgemeinschaft war nicht an eine Tätigkeit im zugehörigen Trägerbetrieb gebunden, sondern konnte frei nach dem Angebot an Sportarten gewählt werden.
Der Leistungssport war in der Regel in den Sportclubs (SC) beheimatet. Die Mitgliedschaft in einem Sportclub konnte nur aufgrund von Delegierungen erlangt werden, welche streng an das Leistungsprinzip im Kadersystem des DDR-Sports gebunden waren. Eine Aufnahme von Sporttreibenden in Sportclubs auf eigenen Wunsch war nicht möglich.